# Georg Achen
Georg Nicolai Achen (Frederikssund, 23 luglio 1860 – Frederikssund, 6 gennaio 1912) è stato un pittore danese.

## Biografia
Entrò sedicenne alla Accademia delle belle arti di Copenaghen e fu allievo di Niels Christian Kierkegaard, Vilhelm Kyhn e Peder Severin Krøyer. Viaggiò in Russia, Francia, Germania, Italia, Paesi Bassi e Inghilterra per approfondire lo studio della pittura europea. Ristabilitosi in patria, acquistò fama come pittore di ritratti, paesaggi e soprattutto scene di genere legate alle tradizioni del popolo e della campagna danese.